# Canavalia nitida
Canavalia nitida là một loài thực vật có hoa trong họ Đậu. Loài này được (Cav.) Piper miêu tả khoa học đầu tiên.